# Парашютно-тормозная установка
Парашютно-тормозная установка (ПТУ) или Парашютно-тормозная система (ПТС) служит для торможения транспортного средства и разгрузки тормозной системы, а именно колёс, уменьшает дистанцию пробега при торможении путём искусственного увеличения лобового сопротивления.

## История
В связи с развитием цивилизаций совершенствовался транспорт ими используемый, также совершенствовались тормозные системы видов и типов транспорта.
Первый тормозной парашют, разработанный Г. Е. Котельниковым в 1912 году, был опробован на автомобиле «Руссо-Балт». 2 июня 1912 года провели испытания с помощью автомобиля. Машину разогнали, и Г. Е. Котельников дёрнул за спусковой ремень. Привязанный за буксировочные крюки парашют мгновенно раскрылся, сила торможения передалась на автомобиль, заставив заглохнуть двигатель.
Практическое применение получил парашют конструкции И. В. Титова, в 1937 году на самолёте АНТ-6А «Авиаарктика» арктический вариант АНТ-6 (ТБ-3), предназначавшемся для посадки на лёд в районе Северного полюса. 
Для массового применения тормозных парашютов, в первой половине XX столетия, в Советском Союзе, была придумана парашютно-тормозная система для реактивных самолётов, в связи с их высокой посадочной скоростью, и ограниченной длиной взлётно-посадочных полос (ВВП) аэродромов.
Обычно приводится в действие на скорости 180—400 км/ч; резко увеличивает сопротивление воздуха, что позволяет быстро снизить скорость движения самолёта и сократить длину пробега на 30 % — 35 %. Использование ПТС особенно целесообразно при посадке самолёта на увлажнённую или обледенелую ВПП, когда эффективность тормозов колёс шасси резко снижается из-за уменьшения коэффициента сцепления и пользование ими на начальном этапе пробега становится опасным. На лёгких самолётах обычно применяют один тормозной парашют площадью 15—40 м2, на средних и тяжёлых — двух- и трёхкупольные ПТС общей площадью до 200 м2. Время вытягивания и наполнения куполов 1,5—3 с. На скорости 20—30 м/с тормозные парашюты обычно отцепляют, так как они становятся неэффективными. 
Парашютно-тормозная установка состоит из контейнера, вытяжных и основных парашютов (включающих купол и стропы), механизмов отстрела крышки, замковой системы и блока автоматики. После открытия створок контейнера пружина выталкивает в поток встречного ветра вытяжной парашют, который вытягивает чехол и основные парашюты. Купола ПТС изготовляются из капрона благодаря его высоким прочностным свойствам. Выпуск и отцепку парашютов производит лётчик при помощи дистанционной системы, обеспечивающей необходимую блокировку и последовательность операций. Применяются также автоматические системы введения парашютов, срабатывающие, как правило, после касания передней или основной опорами шасси самолёта поверхности ВПП
При производстве полётов для своевременного освобождения лётного поля от отцепленных тормозных парашютов назначается специальная команда из числа специалистов группы парашютно-тормозных систем или подготовленных для этого специалистов ИАС. Она подчиняется старшему инженеру полетов.